# Pashtunwali
Pashtunwali (en pastún: پښتونوالی‎) o Pakhtunwali es el código ético no escrito y estilo de vida que practica el pueblo masculino pastún. Se podría decir que es simplemente un sistema de derecho y de gobernabilidad que sigue vigente desde hace más de 3.000 años, cuando las tribus que empezaron a practicarla eran analfabetas y no podían utilizar instrumentos escritos como libros. Su conservación se reserva sobre todo en las zonas tribales rurales. Algunos en el subcontinente de la India se refieren a ella como "Pathanwali". Su significado puede ser interpretado como «el camino de los pastunes» o «código de vida».
Este código de honor de vida, que excluye al género femenino por considerarlo indigno, consiste en el alto honor y responsabilidad de cada miembro de una tribu de salvaguardar a un individuo de sus enemigos y de protegerlo a toda costa. Además de ser practicado por miembros de la diáspora pastún, ha sido adoptado por algunos no-pastunes afganos y paquistaníes que viven en las regiones pastunes o cerca de los pastunes.

## Principios fundamentales
1. Melmastia (hospitalidad): La hospitalidad y el respeto profundo a todos los visitantes, independientemente de las distinciones de raza, religión, etnia y situación económica; el pastún debe ser hospitalario sin esperar ninguna remuneración o favor a cambio. Los pastunes pueden llegar a grandes extremos para mostrar su hospitalidad.
2. Nanawatai (asilo): Derivado del verbo que significa ‘ir dentro’, se refiere a la protección que se otorga a una persona (hombre o mujer) que solicita la protección contra sus enemigos. Las personas serán protegidas a toda costa, incluso en caso de personas que han infringido la ley (hasta que la situación se aclare). También se puede utilizar cuando la parte vencida se prepara para entrar a la casa de los vencedores y pedir su perdón. (Es una forma peculiar de caballerosidad, en la que el enemigo entra a salvo en la casa de su enemigo). El ejemplo más famoso de este código fue Marcus Luttrell, suboficial de primera clase de la Armada (PO1), que fue el único miembro superviviente de un equipo SEAL de la Marina de Estados Unidos, que había sido emboscado por combatientes talibanes durante la Operación Alas Rojas. Luttrell pudo evadir al enemigo durante varios días hasta que se encontró con los miembros de la tribu sabray, que lo trasladaron a su aldea, donde el propio jefe de la tribu lo protegió, e incluso enviaron un mensaje a las cercanas fuerzas estadounidenses con de la ubicación del soldado Luttrell.
3. Badal (venganza): tomar justicia contra un infractor. Se aplica a injusticias ―incluso una burla simple (o paighor)― cometidas el mismo día o mil años atrás. Solo se puede reparar mediante el derramamiento de sangre del infractor. Si el infractor no existe, se debe matar a su pariente masculino más cercano. Esto conduce a sangrientas venganzas que pueden durar generaciones e involucrar a tribus enteras, con la pérdida de cientos de vidas.
4. Tureh (valentía): Un pastún debe defender su tierra, propiedad, familia y mujeres de las incursiones dondequiera que él o ella residan. Un pastún siempre debe tener una postura valiente contra la tiranía y debe ser capaz de defender su propiedad, su familia, las mujeres y el honor de su nombre. Puede ocasionar la muerte si alguien maltrata a uno de estos.
5. Sabat (lealtad): debe rendir lealtad a la familia, amigos y miembros de la tribu. La lealtad es un deber y un pastún nunca puede llegar a ser desleal ya que esto sería absolutamente vergonzoso para ellos y sus familiares.
6. Imandari (justicia): Un pastún siempre debe esforzarse por tener buenos pensamientos, buenas palabras al hablar y hacer buenas obras. Los pastunes se deben comportar respetuosamente con todas las creaciones, incluidas personas, animales y el medio ambiente que les rodea. La contaminación del medio ambiente o su destrucción está en contra de la pastunwali.
7. Isteqamat (la confianza en Ish, o Alá, "Khudai" en pastún), la idea de confiar en el Creador coincide con la idea islámica de la creencia en un solo Dios.
8. Ghayrat (coraje): los pastunes deben mantener su valentía. El honor tiene una gran importancia en la sociedad pastún y la mayoría de los demás códigos de la vida están dirigidos hacia la preservación del honor o el orgullo. Deben respetarse a sí mismos y a otros, especialmente aquellos que no conocen. El respeto comienza en casa, entre los miembros de la familia y parientes.
9. Namus (protección a las mujeres): un pastún debe defender el honor de las mujeres a toda costa y protegerlas de cualquier daño verbal y físico.
10. Nang (honor): un pastún debe defender a los débiles a su alrededor.
11. Meheranah (virilidad o caballerosidad): un turbante se considera el símbolo de la caballerosidad de un pastún.
12. Hewaad (país): un pastún está obligado a proteger la tierra de los pastunes. La defensa de la nación significa la defensa de la cultura pastún o "haśob" [هڅوب], de sus compatriotas o "hewaadwaal" [هيوادوال], y de sí mismo o "źaan" [ځان]. Este principio también está interconectado con otro principio que denota el apego que un pastún siente con su tierra o źmaka [ځمکه]. En tiempos de invasión extranjera, como la guerra soviético-afgana, los pastunes pueden unirse para combatir bajo un líder religioso.